# ترافرست
تَراآلایی یا تَرافرست یا تِرانسفِکشن (به انگلیسی: Transfection)، فرایندی‌ست که طی آن نوکلئیک‌اسید لخت یا خالص شده را به صورت عامدانه وارد سلول‌های یوکاریوتی می کنند. همچنین این اصطلاح ممکن است اشاره به روش‌ها و انواع دیگری از سلول‌ها نیز داشته باشد، گرچه که برای توصیف انتقال غیرویروسی DNA در باکتری‌ها و سلول‌های یوکاریوتی غیرجانوری شامل گیاهان، واژۀ تراریختی (transformation) ارجحیت دارد. در سلول‌های جانوری، استفاده از اصطلاح "تراآلایی" ارجحیت دارد، چرا که واژۀ تراریختی را در آن‌جا جهت اشاره به پیشروی سلول‌های جانوری به حالت سرطانی دارد. جهت توصیف انتقال ژن به سلول‌های یوکاریوتی به کمک ویروس‌ها، از واژۀ ترارسانی (Transduction) (در پیام‌رسانی سلولی هم این واژه بکار می‌رود) استفاده می‌گردد.

## مطالعه بیشتر
- Segura T, Shea LD (2001). "Materials for non-viral gene delivery". Annual Review of Materials Research. 31: 25–46. Bibcode:2001AnRMS..31...25S. doi:10.1146/annurev.matsci.31.1.25.
- Luo D, Saltzman WM (January 2000). "Synthetic DNA delivery systems". Nature Biotechnology. 18 (1): 33–7. doi:10.1038/71889. PMID 10625387. S2CID 7068508.
- Bonetta L (2005). "The inside scoop—evaluating gene delivery methods". Nature Methods. 2 (11): 875–883. doi:10.1038/nmeth1105-875. S2CID 8078059.

## پیوندهای بیرونی
- Transfection در سرعنوان‌های موضوعی پزشکی (MeSH) در کتابخانهٔ ملی پزشکی ایالات متحدهٔ آمریکا

- Biology Research Resource — Articles and Forums about Transfection
- Research in optical transfection at the University of St Andrews
- The 10th US-Japan Symposium on Drug Delivery Systems